# Robert Lansing (Schauspieler)
Robert Lansing (* 5. Juni 1928 in San Diego, Kalifornien, USA; † 23. Oktober 1994 in New York City, USA), eigentlich Robert Howell Brown, war ein US-amerikanischer Schauspieler, der in etlichen Filmen, Fernsehserien und Theaterstücken mitwirkte.

## Leben
Robert Lansing trat unter anderen in dem Science-Fiction-Film Der 4D-Mann (1959) und an der Seite von Joan Collins in dem Horrorfilm In der Gewalt der Riesenameisen (1977) auf. In den 1960er Jahren gewann er für seine Rolle als Brigadier General Frank Savage in der Fernsehserie Twelve O’Clock High vor allem beim US-Publikum eine größere Popularität, in Deutschland durch seine Hauptrolle in der TV-Serie Polizeirevier 87 (87th Precinct), die im Vorabendprogramm ausgestrahlt wurde. Lansing hatte zahlreiche Gastauftritte in bekannten Fernsehserien, darunter Bonanza, Simon & Simon und Mord ist ihr Hobby. In den 1980er Jahren hatte er eine bedeutende Rolle in der Fernsehserie Der Equalizer. Anschließend spielte er bis kurz vor seinem Tod in Kung Fu – Im Zeichen des Drachen mit.
Unter Fans der US-amerikanischen Science-Fiction-Fernsehserie Star Trek ist er hauptsächlich als außerirdischer Geheimagent Gary Seven (in Deutschland: Felix Sevenrock) (alias Supervisor 194) bekannt, den er in der Raumschiff-Enterprise-Episode „Ein Planet, genannt Erde“ (engl. Assignment: Earth) verkörperte. Robert Lansing war der einzige Gaststar in der Star-Trek-Originalserie, dessen Name bereits zu Beginn der Folge eingeblendet und nicht, wie sonst üblich, erst im Abspann genannt wurde. Der Grund dafür war, dass aus der Episode eine Spin-Off-Serie mit ihm in der Hauptrolle erwachsen sollte, die aber dann doch nicht realisiert wurde.
Von 1956 bis 1969 war Robert Lansing mit der Schauspielerin Emily McLaughlin verheiratet, mit der er auch einen gemeinsamen Sohn, Robert Frederick Orin Lansing, hat. Seiner zweiten Ehe mit Gari Hardy entstammt eine Tochter, Alice Lucille Lansing. Die dritte Ehe mit Anne Pivar hielt bis zu seinem Tod. Lansing, der besonders in einigen frühen Rollen auffallend oft rauchend zu sehen ist, starb 1994 in New York im Alter von 66 Jahren an Lungenkrebs und wurde auf dem Union Field Cemetery in Ridgewood bestattet.

## Filmografie (Auswahl)
- 1959: Der 4D-Mann (The 4D-Man)
- 1961: Bonanza, Staffel 2, Folge 26: Der Auftrag des Mr. Trask (Cutthroat Junction) (Fernsehserie)
- 1961: Polizeirevier 87 (87th Precinct) (Fernsehserie)
- 1963: Der Kommodore (A Gathering of Eagles)
- 1963: Ein Ehebett zur Probe (Under the Yum Yum Tree)
- 1966: Namu, der Raubwal (Namu, the Killer Whale)
- 1964–1965: Twelve O’Clock High (Fernsehserie)
- 1966–1967: Der Mann, den es nicht gibt (The Man Who Never Was)
- 1968: Raumschiff Enterprise, Staffel 2, Folge 26: Ein Planet, genannt Erde (Assignment: Earth) (Fernsehserie)
- 1970: Bonanza, Staffel 11, Folge 15: Gerechtigkeit für Gunny Riley (Danger Road) (Fernsehserie)
- 1971: Die Grissom Bande (The Grissom Gang)
- 1971: Doris Day Show (A Fine Romance)
- 1972: Bonanza, Staffel 14, Folge 3: John Dundee, der wilde Stier (Heritage of Anger) (Fernsehserie)
- 1976: Bittersüße Liebe (Bittersweet Love)
- 1977: In der Gewalt der Riesenameisen (Empire of the Ants)
- 1979: S*H*E
- 1980: Leben auf dem Mississippi (Life on Mississippi)
- 1983: Automan (Fernsehserie)
- 1985–1989: Der Equalizer – Der Schutzengel von New York (The Equalizer) (Fernsehserie)
- 1993–1994: Kung Fu – Im Zeichen des Drachen (Kung Fu: The Legend Continues) (Fernsehserie)